# San Clemente (Rimini)
San Clemente is een gemeente in de Italiaanse provincie Rimini (regio Emilia-Romagna) en telt 3609 inwoners (31-12-2004). De oppervlakte bedraagt 20,7 km², de bevolkingsdichtheid is 155 inwoners per km².

## Demografie
San Clemente telt ongeveer 1368 huishoudens. Het aantal inwoners steeg in de periode 1991-2001 met 25,8% volgens cijfers uit de tienjaarlijkse volkstellingen van ISTAT.

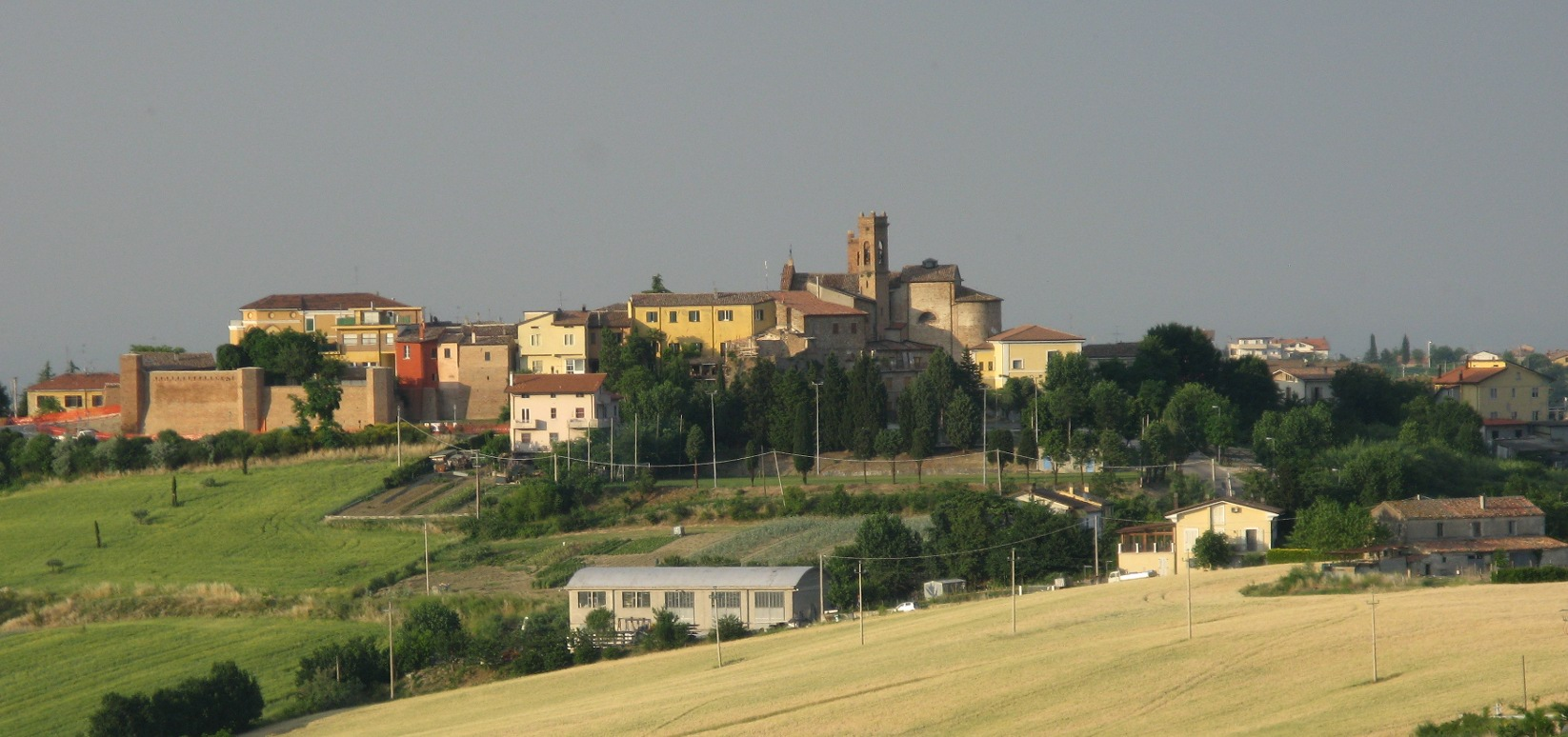
San Clemente

| Jaar | Inwoneraantal |
| ---- | ------------- |
| 1991 | 2461          |
| 2001 | 3096          |

## Geografie
San Clemente grenst aan de volgende gemeenten: Coriano, Gemmano, Misano Adriatico, Monte Colombo, Montefiore Conca, Morciano di Romagna, San Giovanni in Marignano.
Bellaria-Igea Marina · Cattolica · Coriano · Gemmano · Misano Adriatico · Mondaino · Monte Colombo · Montefiore Conca · Montegridolfo · Montescudo · Morciano di Romagna · Poggio Berni · Riccione · Rimini · Saludecio · San Clemente · San Giovanni in Marignano · Santarcangelo di Romagna · Torriana · Verucchio
1. ↑  https://demo.istat.it/?l=it.